# Liddes
Liddes é uma comuna da Suíça, situada no distrito de Entremont, no cantão de Valais. Tem 60,2 km² de área e sua população em 2018 foi estimada em 720 habitantes.